# Дружиловец
Дружиловец је насељено место у саставу општине Велико Трговишће у Крапинско-загорској жупанији, Хрватска. До територијалне реорганизације у Хрватској налазио се у саставу старе општине Забок.

## Становништво
На попису становништва 2011. године, Дружиловец је имао 472 становника.

## Попис1991.
На попису становништва 1991. године, насељено место Дружиловец је имало 470 становника, следећег националног састава:
| Попис 1991.‍ | Попис 1991.‍ | Попис 1991.‍ | Попис 1991.‍ | Попис 1991.‍ |
| ----------- | ----------- | ----------- | ----------- | ----------- |
|             |             |             |             |             |
| Хрвати      | Хрвати      |             | 462         | 98,29%      |
| Словенци    | Словенци    |             | 2           | 0,42%       |
| Македонци   | Македонци   |             | 1           | 0,21%       |
| Срби        | Срби        |             | 1           | 0,21%       |
| непознато   | непознато   |             | 4           | 0,85%       |
| укупно: 470 |             |             |             |             |